# Министарство за просторно уређење, грађевинарство и екологију Републике Српске
Министарство за просторно уређење, грађевинарство и екологију Републике Српске је једно од министарстава Владе Републике Српске које се бави пословима у области просторног уређењења, грађевинарства и екологије Републике Српске. Садашњи министар за просторно уређење, грађевинарство и екологију Републике Српске је Бојан Випотник.
У саставу Министарства за просторно уређење, грађевинарство и екологију се налази Републичка дирекција за обнову и изградњу.

## Задатак Министарства за просторно уређење, грађевинарство и екологију Републике Српске
Главни задатак министарства за просторно уређење, грађевинарство и екологију Републике Српске је просторно планирање, грађевинарство и заштита животне средине као витални елементи развоја Републике Српске. Вођење рачуна о природним и изграђеним ресурсима битним за економски напредак Републике Српске, као и за здравље и социјалну сигурност грађана Републике Српске.

## Организација Министарства за просторно уређење, грађевинарство и екологију Републике Српске
- Секретаријат Министарства
- Сектор за урбанизам и просторно планирање
- Сектор за грађевинарство
- Сектор за заштиту животне средине
- Сектор за координацију пројеката, развој и европске интеграције

## Досадашњи министри
- Фатима Фетибеговић, до 29. децембра 2010.